# Chaetodon lineolatus
Espèce
Statut de conservation UICN

 LC  : Préoccupation mineure
Le Poisson-papillon à lignes (Chaetodon lineolatus) est une espèce de poissons appartenant à la famille des Chaetodontidae.